# ヒースロー・セントラル駅
ヒースロー・セントラル駅 (英語:Heathrow Central station) は、ロンドンにある鉄道駅である。ロンドン・ヒースロー空港の敷地内にある。
副駅名は「Terminals 2 & 3」。2007年までは「ヒースロー・ターミナルズ1,2,3駅」 (Heathrow Terminals 1, 2, 3) の駅名で、このため2008年に「Heathrow Central」へ駅名が変更されてからは駅名標には「Terminals 1, 2 & 3」の副駅名が表示されていた。さらに2016年のターミナル1の閉鎖に伴い現在の副駅名に変更されている。
空港連絡鉄道のうち、ナショナル・レールに分類されるヒースロー・エクスプレスおよびヒースロー・コネクトが発着する。

## 概要
ヒースロー空港の地下にある地下駅で、空港の第1・第2・第3ターミナルの最寄り駅である。ロンドン都心からの空港アクセス路線はさらに第4ターミナルに直結する隣駅のヒースロー・ターミナル4駅まで続き、そこが終点となる。
ロンドン交通局 (Transport for London) のトラベルカードはこの駅では利用できない。
なお、ターミナル4駅との区間は無料で乗車できる。
また、隣接してロンドン地下鉄ピカデリー線のヒースロー・ターミナルズ1,2,3駅がある。

## 運行
「エクスプレス」は通常15分間隔でロンドン・パディントン駅までノンストップで結び、「コネクト」は通常30分間隔で同じルートをほとんどの途中駅に停車する形で結ぶ。
2008年3月までは「コネクト」はこの駅を始発駅とし、隣のターミナル4駅との区間は「エクスプレス」のみが運行されている。
2008年3月に空港の第5ターミナルが開業し、またヒースロー・ターミナル5駅が開業するが、ターミナル5駅にはこの駅からターミナル4駅までとは別の線路が分岐して向かう形になる。これに伴い、開業時より「エクスプレス」はターミナル5駅の方へ振り分けられ、また「コネクト」がターミナル4駅へ延長運行するようになった。
しかし2010年より、「コネクト」は再びヒースローセントラル駅止まりとなり、ターミナル4駅へは当駅でヒースローエクスプレスに乗り換える必要がある。15分間隔でシャトル列車が運行されている。

## 未来
クロスレール1はここに停車するために、シティ・オブ・ロンドンとヒースロー空港とドックランズ間との接続時間を確保することを提案した。今のところ、2017年頃に開業する予定である。

## 隣の駅
ナショナル・レール
■ヒースロー・エクスプレス
ロンドン・パディントン駅 - ヒースロー・セントラル駅 - ヒースロー・ターミナル5駅
■ヒースロー・コネクト
ヘイズ・アンド・ハーリントン駅 - ヒースロー・セントラル駅 - ヒースロー・ターミナル4駅

### 将来(2017年頃に開業)
クロスレール
■クロスレール
ヒースロー・ターミナル4駅 - ヒースロー・セントラル駅 - ヘイズ・アンド・ハーリントン駅

## ギャラリー

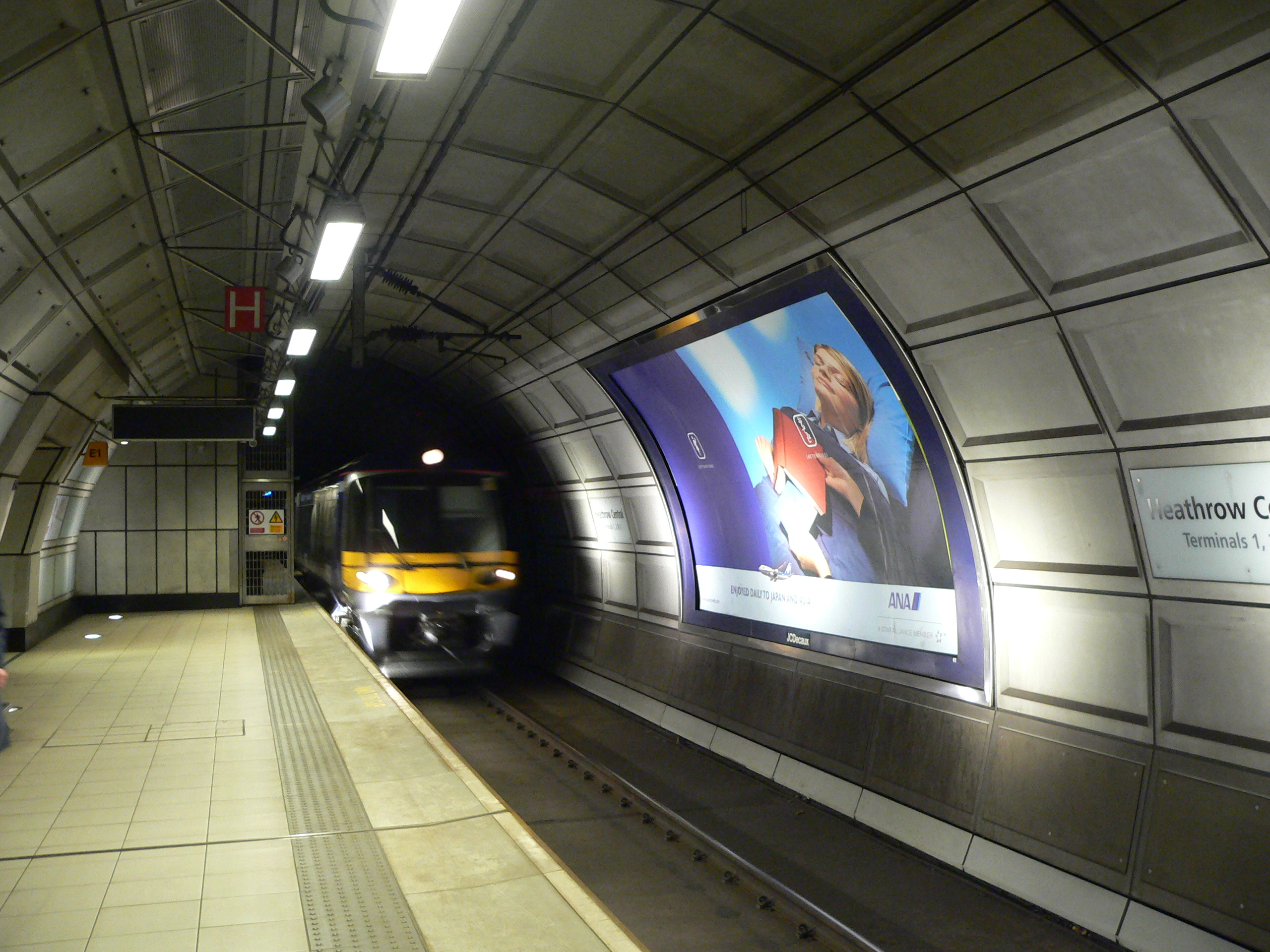
駅に到着する列車
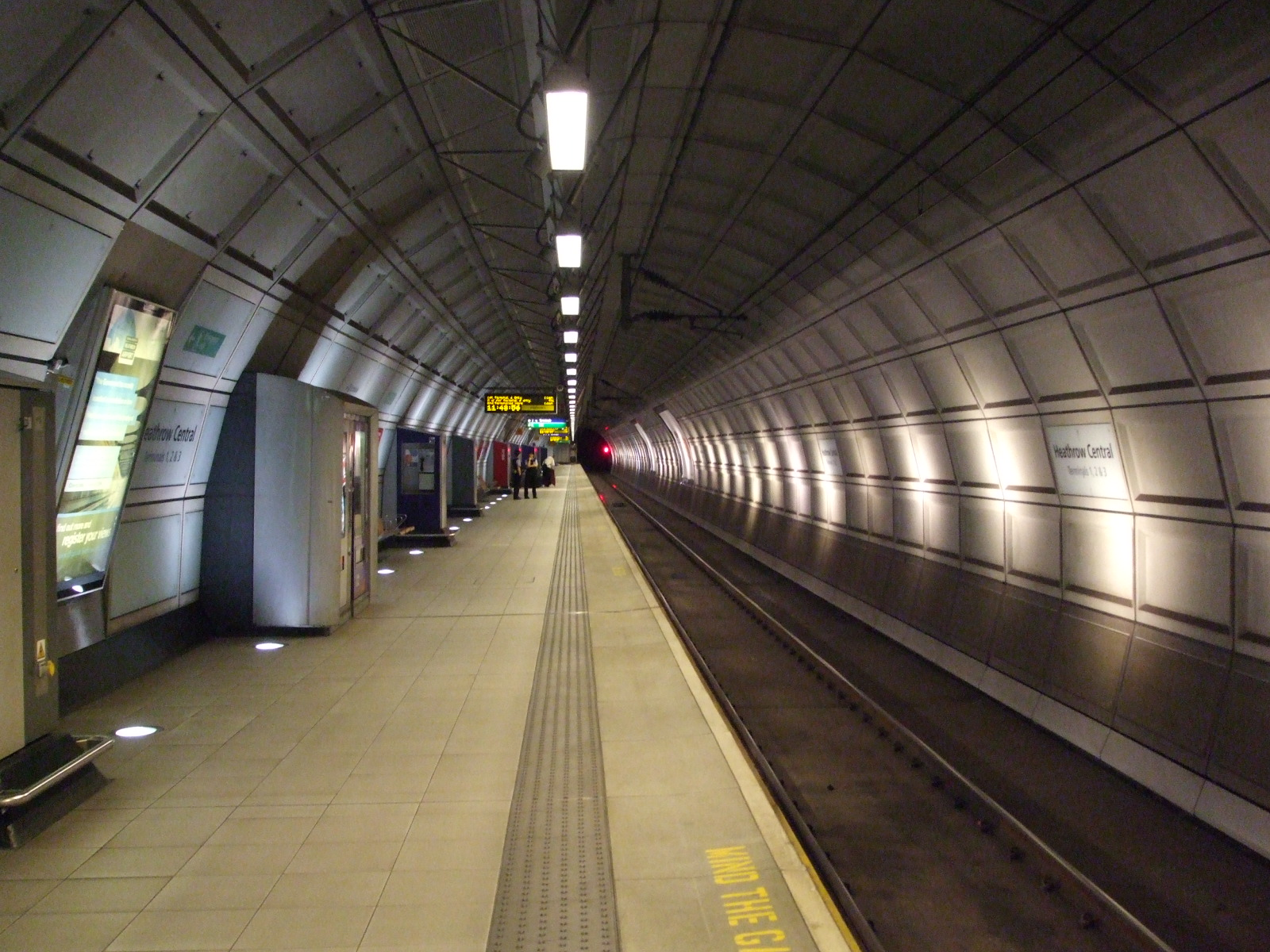
セントラル駅のホームをロンドン方面のほうを見る
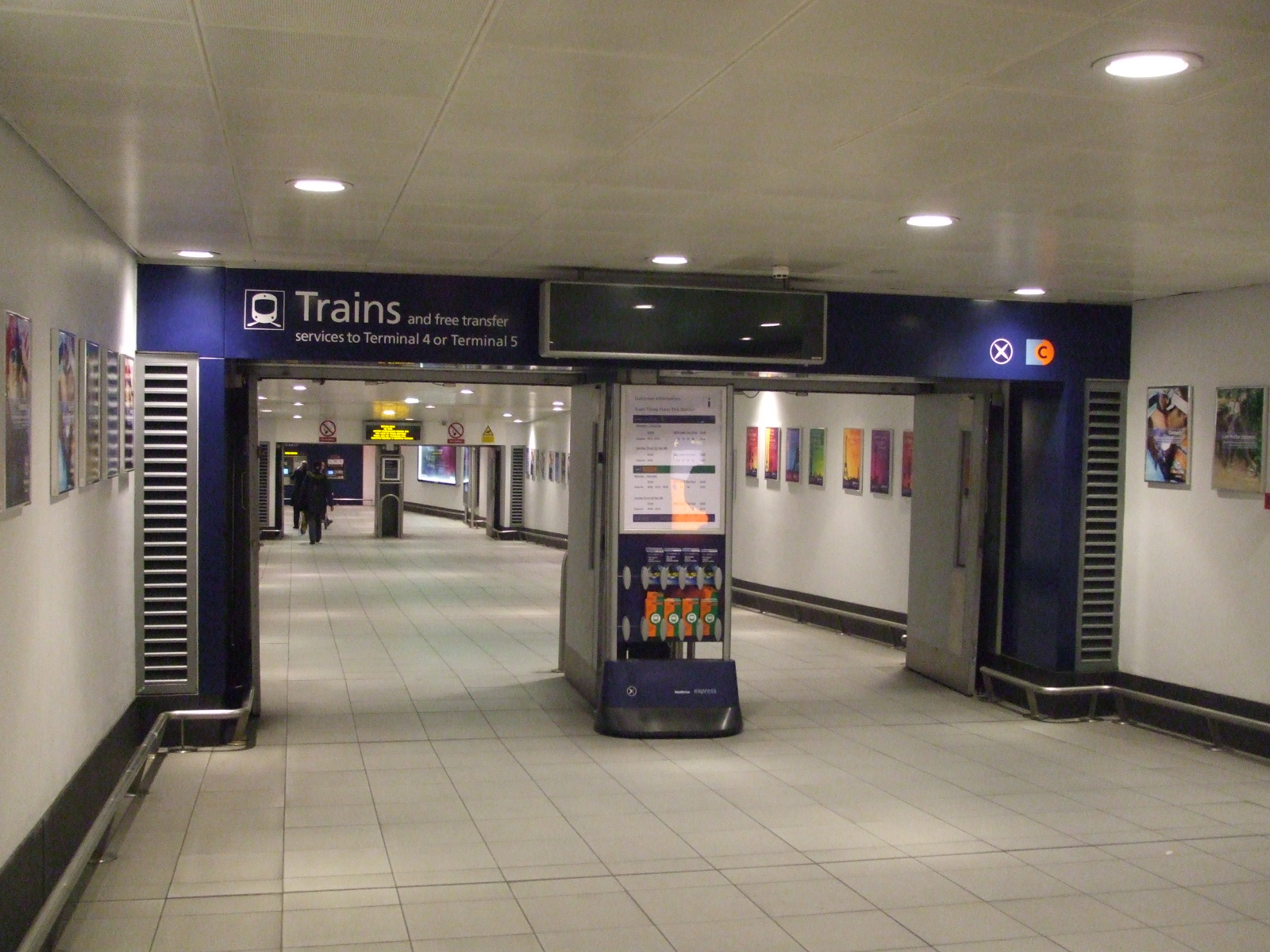
セントラル駅のエントランス

## 関連記事
- ヒースロー・ターミナルズ1,2,3駅